# Eschensiepen
| Zuläufe und Bauwerke \| Eschensiepen \| Eschensiepen \| Eschensiepen \| \| ------------ \| ------------ \| ------------------- \| \| Legende \| \| \| \| Wuppertal \| \| Wuppertal \| \| \| \| \| \| \| \| \| \| \| \| Zulauf Eschensiepen \| \| \| \| \| \| \| \| \| \| \| \| \| \| Wupper \| \| \| |  |                     |
| Eschensiepen |  |                     |
| Legende |  |                     |
| Wuppertal |  | Wuppertal           |
| |  |                     |
| |  |                     |
| |  | Zulauf Eschensiepen |
| |  |                     |
| |  |                     |
| |  |                     |
| Wupper |  |                     |

Der Eschensiepen ist ein etwas über einen halben Kilometer langer linker Zufluss der Wupper im Stadtbezirk Langerfeld-Beyenburg der nordrhein-westfälischen Großstadt Wuppertal.

## Lage und Topografie
Der Eschensiepen entspringt auf 266 m ü. NHN am Marscheider Berg im Marscheider Wald im Wohnquartier Herbringhausen und fließt durch ein tiefes Kerbtal in nördliche Richtung. Nach Zufluss eines linken Zulaufs erreicht er den Ortsteil Laaken, den er verdolt unterquert. Er mündet nach circa 700 Metern auf 177 m ü. NHN von links in die Wupper.

## Geschichte
Die Barmer Linie der Bergischen Landwehr überquerte im Spätmittelalter und der Neuzeit den Eschensiepen in Höhe Laakens.

## Wanderwege
Der gemeinsame Wanderwegabschnitt von W8 (Olperhöhe - Öhde), Marscheider Weg (Beyenburg - Öhde) und der Rundwanderweg A2 verläuft entlang des Eschensiepens von der Quelle bis zum Rand der Bebauung in Laaken.

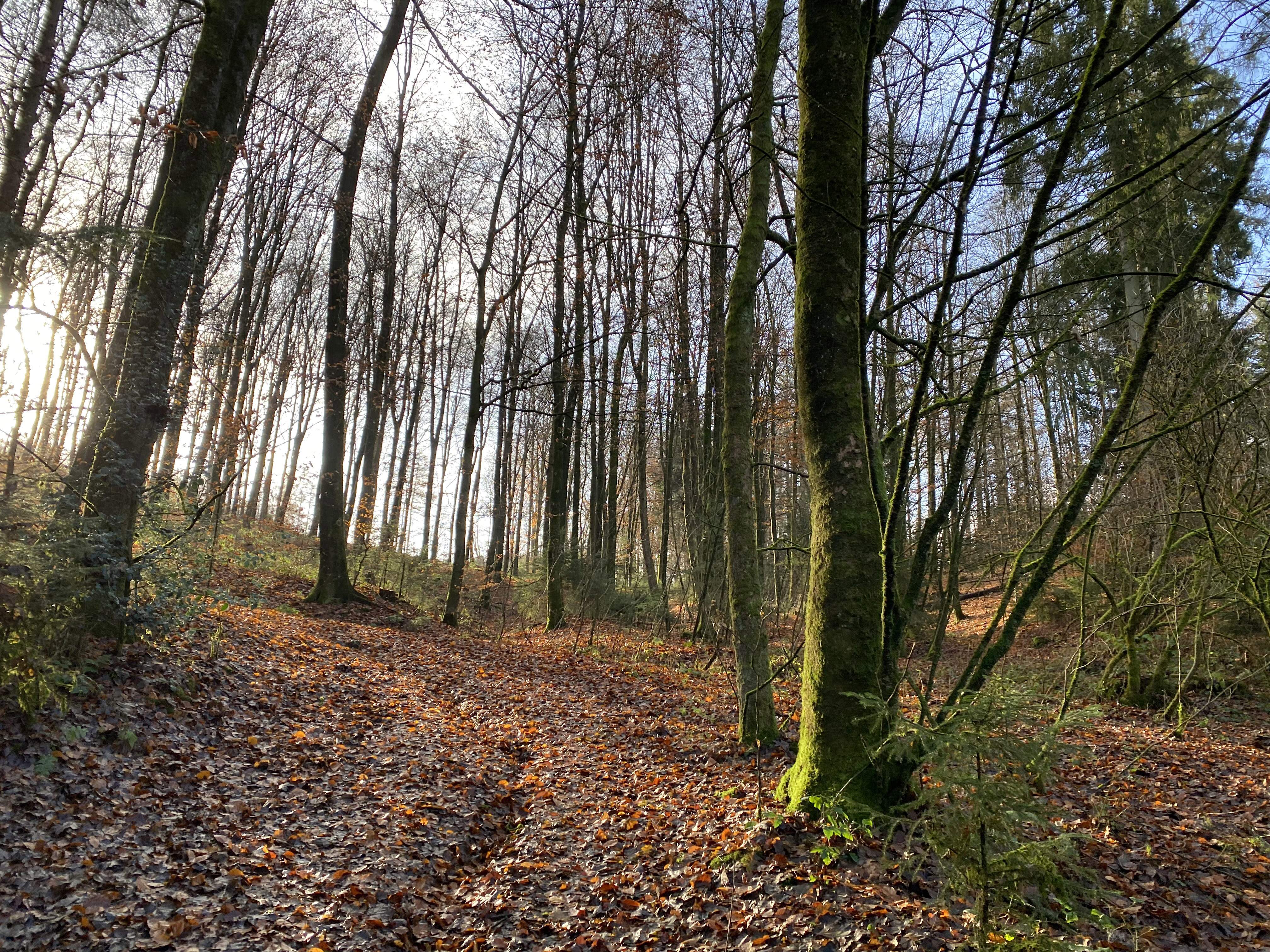
Marscheider Wald nahe der Quelle des Eschensiepens
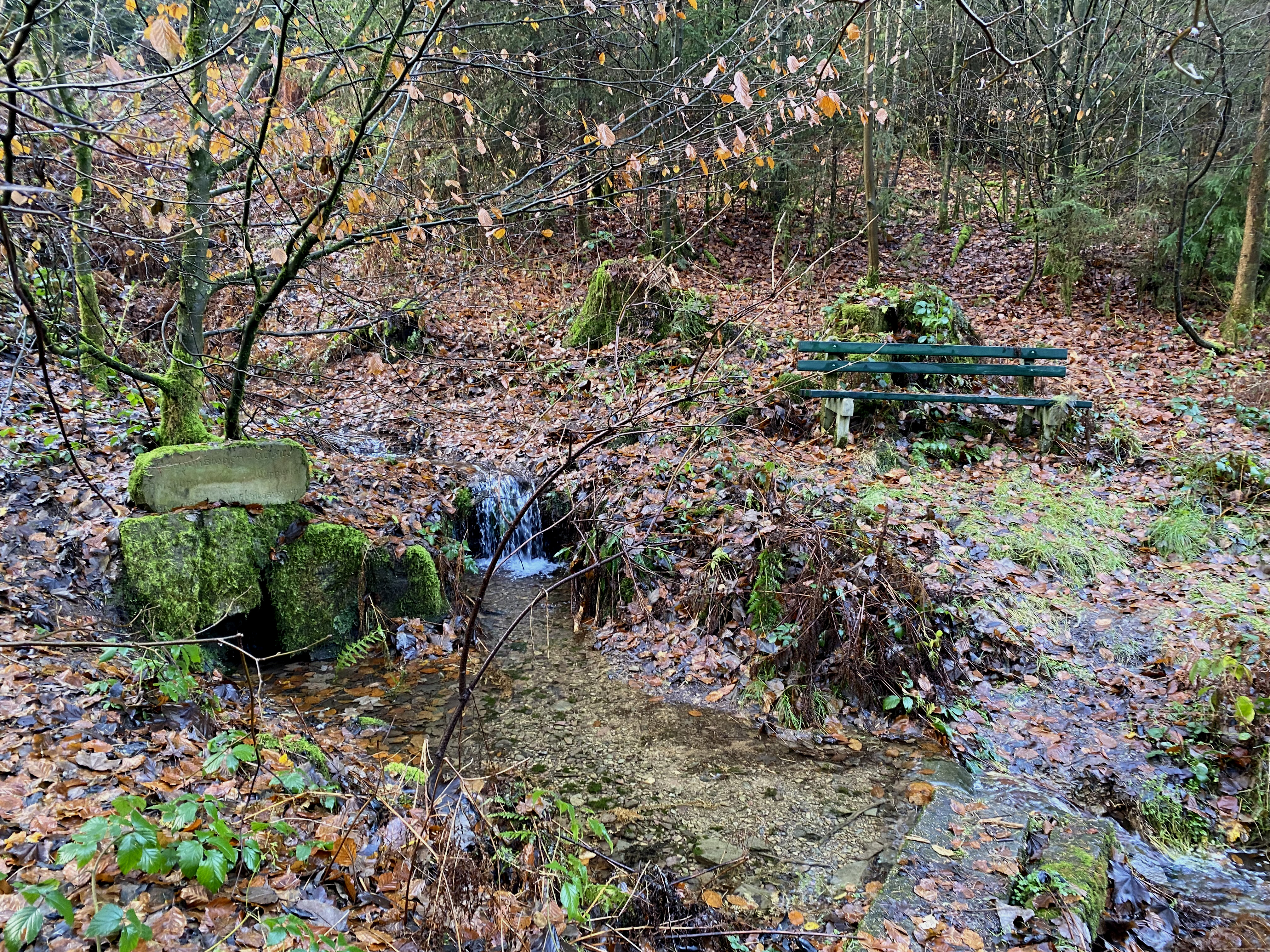
Vom SVG gestaltete Quelle mit Sitzbank
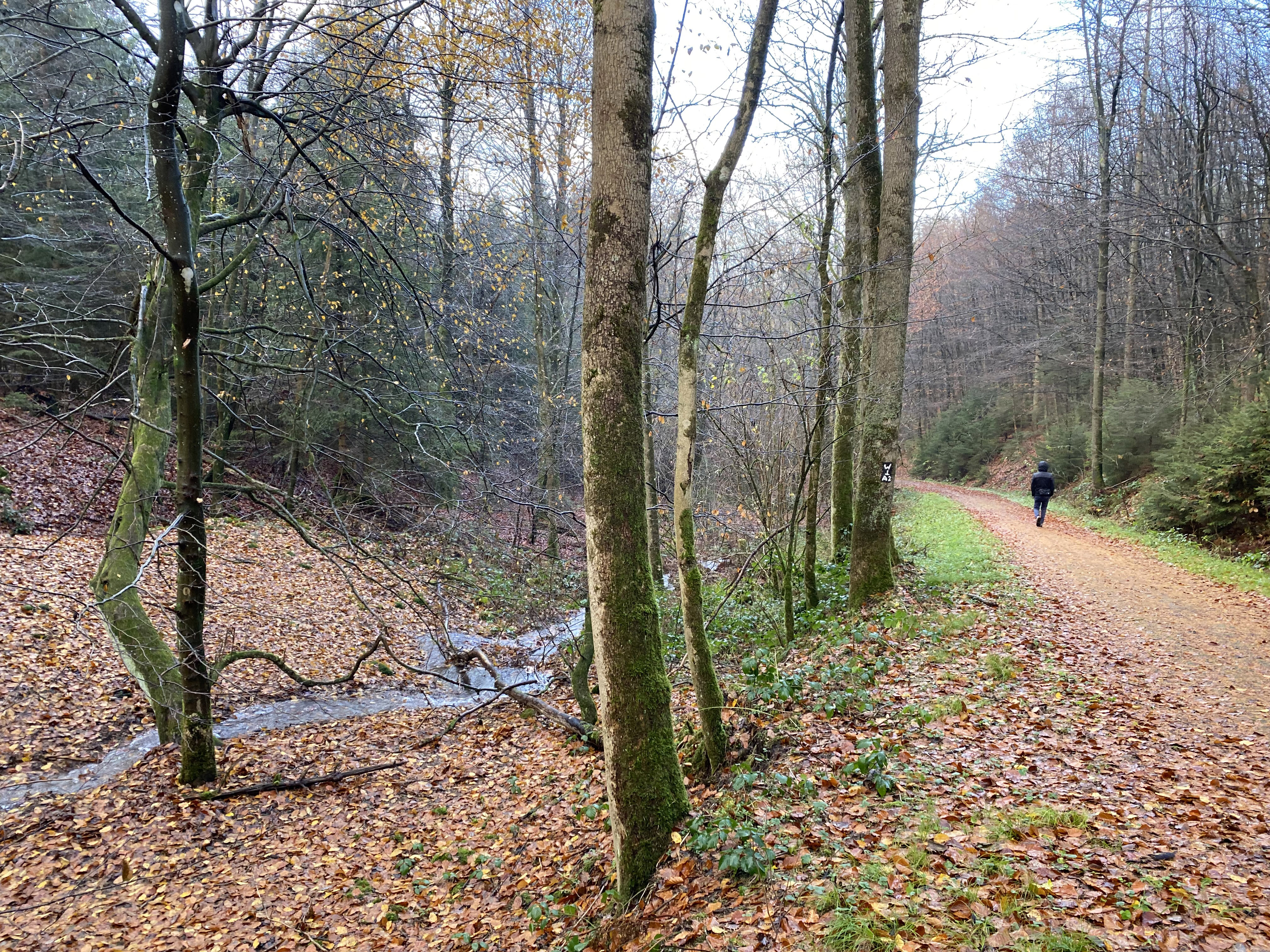
Wanderweg am Eschensiepen talwärts nach Laaken
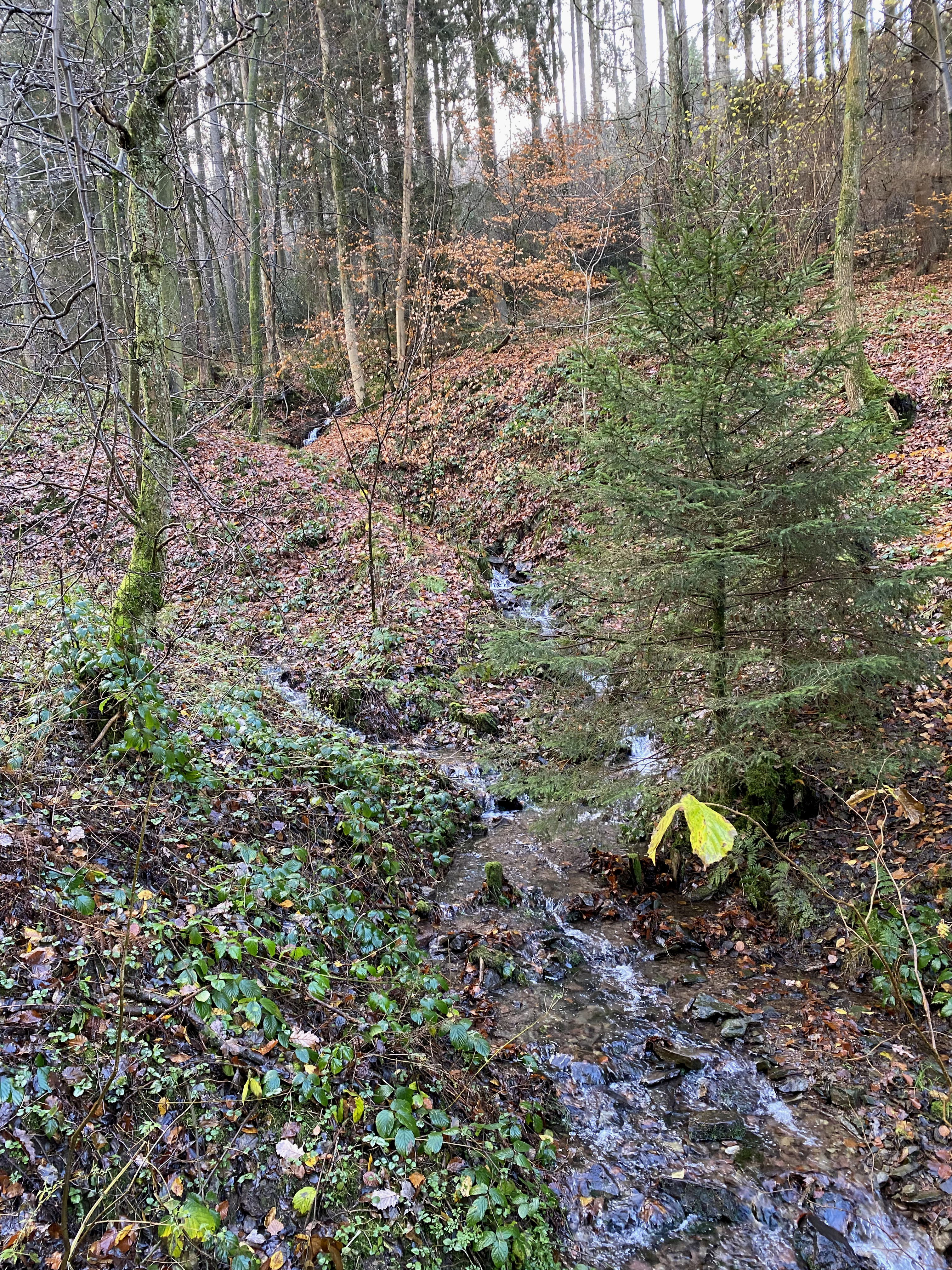
Eschensiepen mit linkem Zufluss nahe Laaken